# Az ügyfél (regény)
Az ügyfél John Grisham 1993-ban, eredetileg angolul megjelent regénye.

## Cselekmény
|  | Alább a cselekmény részletei következnek! |

A tizenegy éves Mark tanúja lesz, hogy egy ügyvéd a kocsijában öngyilkos lesz, és megtudja a férfitól, hová rejtette el a maffia egy híres szenátor holttestét, amit az FBI is keres.
Az eset óta, az alvilág keresi, és meg akarja ölni a kisfiút, és a hatóság emberei is rászállnak a szemtanúra. A fiúnak egyedül Regina Love ügyvédnő segít, aki csak négy éve praktizál.

## Megfilmesítés
A regényből Joel Schumacher forgatott filmet ugyanazon a címen 1994-ben. A filmben Susan Sarandon, Tommy Lee Jones és az elsőfimes Brad Renfro szerepelt. Susan Sarandon BAFTA-díjat nyert és Oscar-díjra jelölték a legjobb női főszereplő kategóriában.

## Magyarul
A könyv magyarul először 1994-ben jelent meg Wertheimer Gábor fordításában a Fabula kiadó gondozásában. 2008-ban a Goepen kiadó adta ki újra.
- Az ügyfél; ford. Wertheimer Gábor; Fabula, Bp., 1994